# Однородная функция
Однородная функция степени {\displaystyle q} — числовая функция {\displaystyle f:\mathbb {R} ^{n}\to \mathbb {R} } такая, что для любого {\displaystyle \mathbf {v} \in \mathbb {R} ^{n}}из области определения функции {\displaystyle f} и любого {\displaystyle \lambda \in \mathbb {R} } выполняется равенство:
{\displaystyle f(\lambda \mathbf {v} )=\lambda ^{q}f(\mathbf {v} ).\qquad \qquad (*)}
Параметр {\displaystyle q} называется порядком однородности. Подразумевается, что если {\displaystyle \mathbf {v} \in \mathbb {R} ^{n}}входит в область определения функции, то все точки вида {\displaystyle \lambda \mathbf {v} } тоже входят в область определения  функции.
Различают также
- положительно однородные функции, для которых равенство {\displaystyle (*)} выполняется только для положительных {\displaystyle \lambda } {\displaystyle (\lambda >0),}
- абсолютно однородные функции для которых выполняется равенство
    {\displaystyle f(\lambda \mathbf {v} )=|\lambda |^{q}f(\mathbf {v} ),}
- ограниченно однородные функции, для которых равенство {\displaystyle (*)} выполняется только для некоторых выделенных значений {\displaystyle \lambda ,}
- комплексные однородные функции {\displaystyle f:\mathbb {C} ^{n}\to \mathbb {C} } для которых равенство {\displaystyle (*)} справедливо при {\displaystyle \mathbf {v} \in \mathbb {C} ^{n}} и {\displaystyle \lambda \in \mathbb {R} } или {\displaystyle \lambda \in \mathbb {C} } (а также для комплексных показателей {\displaystyle q\in \mathbb {C} }).

## Альтернативное определение однородной функции
В некоторых математических источниках однородными называются функции, являющиеся решением функционального уравнения   {\displaystyle f(\lambda \mathbf {v} )=g(\lambda )f(\mathbf {v} )} с заранее неопределённой функцией {\displaystyle g(\lambda )} и лишь потом доказывается, что  {\displaystyle g(\lambda )=\lambda ^{q}.} Для единственности решения {\displaystyle g(\lambda )=\lambda ^{q}} нужно дополнительное условие, что функция {\displaystyle f(\mathbf {v} )} не равна тождественно нулю и что функция {\displaystyle g(\lambda )} принадлежит определённому классу функций (например, была непрерывной или была монотонной).  Однако, если функция {\displaystyle f(\mathbf {v} )} непрерывна хотя бы в одной точке с ненулевым значением функции, то {\displaystyle g(\lambda )} должна быть непрерывной функцией при всех значениях {\displaystyle \lambda ,} и тем самым для широкого класса функций {\displaystyle f(\mathbf {v} )} случай {\displaystyle g(\lambda )\equiv \lambda ^{q}} — единственно возможный.
Обоснование:
Функция, тождественно равная нулю, удовлетворяет функциональному уравнению {\displaystyle f(\lambda \mathbf {v} )=g(\lambda )f(\mathbf {v} )} при любом выборе функции {\displaystyle g(\lambda ),} однако этот вырожденный случай не представляет особого интереса.
Если же в какой-то точке {\displaystyle \mathbf {v} _{0}} значение {\displaystyle f(\mathbf {v} _{0})\neq 0,} то:
1. {\displaystyle g(\lambda _{1}\lambda _{2})f(\mathbf {v} _{0})=f(\lambda _{1}\lambda _{2}\mathbf {v} _{0})=g(\lambda _{1})f(\lambda _{2}\mathbf {v} _{0})=g(\lambda _{1})g(\lambda _{2})f(\mathbf {v} _{0})}, откуда: {\displaystyle \forall \lambda _{1},\lambda _{2}:g(\lambda _{1}\lambda _{2})=g(\lambda _{1})g(\lambda _{2});}
2. {\displaystyle g(\lambda _{1}\lambda _{2})=g(\lambda _{1})g(\lambda _{2})\Leftrightarrow G(\mu _{1}+\mu _{2})=G(\mu _{1})+G(\mu _{2}),} где {\displaystyle \mu =\log \lambda ,G(\mu )=\log g(\exp(\mu )).}

Функциональное уравнение Коши {\displaystyle G(\mu _{1}+\mu _{2})=G(\mu _{1})+G(\mu _{2})} имеет решение в виде линейной функции: {\displaystyle G(t)=q\cdot t,} причём для класса непрерывных или класса монотонных функций это решение единственное. Поэтому если известно, что {\displaystyle g(\lambda )} непрерывная или монотонная функция, то {\displaystyle g(\lambda )\equiv \lambda ^{q}.}
1. При рациональных {\displaystyle t=m/n} справедливо {\displaystyle G(t\mu )=t\cdot G(\mu ),} так как:
а) {\displaystyle G(2\mu )=G(\mu +\mu )=G(\mu )+G(\mu )=2G(\mu ),} то есть  {\displaystyle G(2\mu )=2G(\mu );}
б) {\displaystyle 2G(\mu /2)=G(\mu /2)+G(\mu /2)=G(\mu /2+\mu /2)=G(\mu ),} то есть  {\displaystyle G(\mu /2)=(1/2)G(\mu );}
и т. д.;
2. Поскольку иррациональные числа, которые можно сколь угодно тесно «зажать» между двумя рациональными, то для непрерывных или для монотонных функций  соотношение {\displaystyle G(t\mu )=t\cdot G(\mu )} должно быть выполнено также и для иррациональных {\displaystyle t;}
3. Последний шаг: в соотношении {\displaystyle G(t\mu )=t\cdot G(\mu )} следует задать {\displaystyle \mu =1.}
Примечание: для более широких классов функций у рассматриваемого функционального уравнения могут иметься и другие, весьма экзотические решения (см. статью «Базис Гамеля»).
Пусть функция {\displaystyle f(\mathbf {v} )} непрерывна в фиксированной точке {\displaystyle \mathbf {v} _{0},} причём {\displaystyle f(\mathbf {v} _{0})\neq 0.} Рассмотрим тождество
{\displaystyle f((1+\varepsilon )\lambda _{0}\mathbf {v} _{0})=g((1+\varepsilon )\lambda _{0})f(\mathbf {v} _{0})=g(\lambda _{0})f((1+\varepsilon )\mathbf {v} _{0}).}
При {\displaystyle \varepsilon \to 0} значение {\displaystyle f((1+\varepsilon )\mathbf {v} _{0})} стремится к {\displaystyle f(\mathbf {v} _{0})} в силу непрерывности функции {\displaystyle f(\mathbf {v} )} в точке {\displaystyle \mathbf {v} _{0}.} Поскольку {\displaystyle f(\mathbf {v} _{0})\neq 0,} то это означает, что {\displaystyle g((1+\varepsilon )\lambda _{0})} стремится к {\displaystyle g(\lambda _{0}),} то есть что функция {\displaystyle g(\lambda )} непрерывна в точке {\displaystyle \lambda _{0}.} Поскольку {\displaystyle \lambda _{0}} может быть выбрано любым, то {\displaystyle g(\lambda )} непрерывна во всех точках.
Следствие: Если однородная функция {\displaystyle f(\mathbf {v} )} непрерывна в точке {\displaystyle \mathbf {v} _{0},} то {\displaystyle f(\mathbf {v} )} будет непрерывной также во всех точках вида {\displaystyle \lambda \mathbf {v} _{0}} (в том числе и тогда, когда {\displaystyle f(\mathbf {v} _{0})=0}).

## Свойства
1. Если {\displaystyle f_{1},f_{2},\dots } — однородные функции одного и того же порядка {\displaystyle q,} то их линейная комбинация с постоянными коэффициентами  будет однородной функцией того же порядка {\displaystyle q.}
2. Если {\displaystyle f_{1},f_{2},\dots } — однородные функции с порядками {\displaystyle q_{1},q_{2},\dots ,} то их произведение будет однородной функцией с порядком {\displaystyle q=q_{1}+q_{2}+\dots .}
3. Если {\displaystyle f} — однородная функция порядка {\displaystyle q,} то её {\displaystyle m}-ая степень (не обязательно целочисленная), если она имеет смысл (то есть если {\displaystyle m} — целое число, или если значение {\displaystyle f} положительно), будет однородной функцией порядка {\displaystyle mq} на соответствующей области определения. В частности, если {\displaystyle f} — однородная функция порядка {\displaystyle q}, то {\displaystyle 1/f} будет однородной функцией порядка {\displaystyle (-q)} и областью определения в точках, где {\displaystyle f} определена и не равна нулю.
4. Если {\displaystyle f\left(x_{1},x_{2},\dots ,x_{n}\right)} — однородная функция порядка {\displaystyle p,} а {\displaystyle h_{k}\left(y_{1},y_{2},\dots ,y_{m}\right)}  — однородные функции порядка {\displaystyle q,} то суперпозиция функций {\displaystyle F\left(y_{1},y_{2},\dots ,y_{m}\right)=f\left(h_{1},h_{2},\dots ,h_{n}\right)} будет однородной функцией порядка {\displaystyle pq.}
5. Если {\displaystyle f\left(x_{1},x_{2},\dots ,x_{n}\right)} — однородная функция {\displaystyle n} переменных степени {\displaystyle p,} и гиперплоскость {\displaystyle x_{1}=x_{2}=\dots =x_{j}=0} принадлежит её области определения, то функция {\displaystyle \left(n-j\right)} переменных {\displaystyle g\left(x_{j+1},x_{j+2},\dots ,x_{n}\right)=f\left(0,\dots ,0,x_{j+1},\dots ,x_{n}\right)} будет однородной функцией степени {\displaystyle p.}
6. Логарифм однородной функции нулевого порядка или логарифм модуля однородной функции нулевого порядка является однородной функцией нулевого порядка. Логарифм однородной функции или логарифм модуля однородной функции является однородной функцией тогда и только тогда, когда порядок однородности самой функции равен нулю.
7. Модуль однородной функции или модуль абсолютно-однородной функции является абсолютно-однородной функцией. Модуль однородной функции или модуль положительно однородной функции является положительно однородной функцией. Модуль однородной функции нулевого порядка является однородной функцией нулевого порядка. Абсолютно-однородная функция нулевого порядка является однородной функцией нулевого порядка, и наоборот.
8. Произвольная функция от однородной функции нулевого порядка является однородной функцией нулевого порядка.
9. Если {\displaystyle h_{k}\left(x_{1},x_{2},\dots ,x_{n}\right)} —— положительно однородные функции порядка {\displaystyle p,} где {\displaystyle p\neq 0,} а {\displaystyle f\left(x_{1},x_{2},\dots ,x_{n}\right)=g\left(h_{1},h_{2},\dots ,h_{m}\right)} —— положительно однородная функция порядка {\displaystyle q,} то функция {\displaystyle g\left(y_{1},y_{2},\dots ,y_{m}\right)} будет положительно однородной функцией порядка {\displaystyle q/p} во всех точках {\displaystyle y}, в которых система уравнений {\displaystyle y_{1}=h_{1}\left(x_{1},x_{2},\dots ,x_{n}\right)}, ..., {\displaystyle y_{m}=h_{m}\left(x_{1},x_{2},\dots ,x_{n}\right)} имеет решение. Если при этом {\displaystyle p} —— нечётное целое число, то положительную однородность можно заменить на обычную однородность. Следствие: если имеется непрерывная или монотонная функция {\displaystyle g(y)}, причём {\displaystyle g\left(f\left(x_{1},x_{2},\dots ,x_{n}\right)\right)} —— однородная или положительно однородная функция, где {\displaystyle f\left(x_{1},x_{2},\dots ,x_{n}\right)} —— однородная или положительно однородная функция ненулевого порядка, то {\displaystyle g(y)=cy^{m}} —— степенная функция во всех точках {\displaystyle y}, в которых уравнение {\displaystyle y=f\left(x_{1},x_{2},\dots ,x_{n}\right)} имеет решение. В частности, {\displaystyle f(x)=cx^{q}} —— единственная монотонная или непрерывная функция одного переменного, являющаяся однородной функцией порядка {\displaystyle q} . (Доказательство дублирует рассуждения из раздела «Альтернативное определение однородной функции» этой статьи. При этом если снять ограничение, что функция {\displaystyle g(y)} —— непрерывная или же монотонная, то могут иметься и другие, весьма экзотические решения для {\displaystyle g(y)}, см. статью «Базис Гамеля».)
10. Если функция  {\displaystyle f}  является многочленом от  {\displaystyle n}  переменных, то она будет однородной функцией степени  {\displaystyle q}  в том и только в том случае, когда  {\displaystyle f} — однородный многочлен степени  {\displaystyle q.}  В частности, в этом случае порядок однородности {\displaystyle q}  должен быть натуральным числом или нулём. (Для доказательства надо сгруппировать вместе мономы многочлена {\displaystyle cx_{1}^{i_{1}}x_{2}^{i_{2}}\cdots x_{n}^{i_{n}}} с одинаковыми порядками однородности {\displaystyle k_{j}=i_{1}+i_{2}+\dots +i_{n}}, подставить результат в равенство {\displaystyle (*)} и использовать тот факт, что степенные функции {\displaystyle \lambda ^{k_{1}},\lambda ^{k_{2}},\dots } с разными показателями степени, в том числе и нецелочисленными, являются линейно независимыми.) Утверждение можно обобщить на случай линейных комбинаций мономов вида {\displaystyle cx_{1}^{i_{1}}x_{2}^{i_{2}}\cdots x_{n}^{i_{n}}} с нецелочисленными индексами.
11. Если конечное произведение многочленов является однородной функцией, то каждый сомножитель является однородным многочленом. (Для доказательства выберем в каждом сомножителе мономы {\displaystyle cx_{1}^{i_{1}}x_{2}^{i_{2}}\cdots x_{n}^{i_{n}}} с минимальным и максимальным порядками однородности {\displaystyle k=i_{1}+i_{2}+\dots +i_{n}}. Поскольку после перемножения получившийся многочлен должен состоять из мономов с одним и тем же порядком однородности, то для каждого сомножителя минимальный и максимальный порядок однородности должен быть одним и тем же числом.) Утверждение можно обобщить на случай линейных комбинаций мономов вида {\displaystyle cx_{1}^{i_{1}}x_{2}^{i_{2}}\cdots x_{n}^{i_{n}}} с нецелочисленными индексами.
12. Если числитель и знаменатель дробно-рациональной функции {\displaystyle f={\frac {P_{n}(x_{1},\dots ,x_{n})}{Q_{m}(x_{1},\dots ,x_{m})}}}  являются однородными многочленами, функция будет однородной с порядком однородности, равным разности порядков однородности числителя и знаменателя. Если дробно-рациональная функция является однородной, её числитель и знаменатель с точностью до общего множителя — однородные многочлены. Утверждение можно обобщить на случай дробно-рационального отношения линейных комбинаций мономов вида {\displaystyle cx_{1}^{i_{1}}x_{2}^{i_{2}}\cdots x_{n}^{i_{n}}} с нецелочисленными индексами.
13. Однородная функция ненулевой степени в нуле равна нулю, если она там определена:  {\displaystyle f(\mathbf {0} )=0.} (Получается при подстановке в равенство {\displaystyle (*)} значения   {\displaystyle \lambda =0}  либо, в случае отрицательной степени однородности, значения {\displaystyle \mathbf {v} =0.}) Однородная функция нулевой степени, если она определена в нуле, может принимать в этой точке любое значение.
14. Если однородная функция нулевой степени непрерывна в нуле, то она является константой (произвольной). Если однородная функция отрицательной степени непрерывна в нуле, то она тождественный ноль. (Преобразованием {\displaystyle \mathbf {v'} =\lambda \mathbf {v} } можно любую точку {\displaystyle \mathbf {v} } сколь угодно близко приблизить к нулю. Поэтому если функция в нуле непрерывна, то можно выразить значение функции в точке {\displaystyle \mathbf {v} } через её значение в точке {\displaystyle \mathbf {0} } с помощью соотношения {\displaystyle \lim _{\lambda \to 0}\lambda ^{q}f(\mathbf {v} )=f(\mathbf {0} ).})
15. Однородная функция положительной степени в нуле стремится к нулю по любому направлению, которое входит в её область определения, а однородная функция отрицательной степени —— к бесконечности, знак которой зависит от направления, если только функция не является тождественным нулём вдоль данного направления. Однородная функция положительной степени непрерывна в нуле или может быть доопределена до непрерывной в нуле, если в её область определения входит {\displaystyle \varepsilon }-окрестность нуля. Однородная функция нулевой степени может быть как разрывна, так и непрерывна в нуле, и в случае разрывности является константой, зависящей от направления, вдоль каждого луча с вершиной в начале координат, если направление входит в её область определения. (Получается при подстановке в равенство {\displaystyle (*)} значения   {\displaystyle \lambda \to 0.})
16. Если однородная функция {\displaystyle f} в нуле является аналитической (то есть, разлагается в сходящийся ряд Тейлора с ненулевым радиусом сходимости), то она является многочленом (однородным многочленом). В частности, в этом случае порядок однородности должен быть натуральным числом или нулём. (Для доказательства достаточно представить функцию в виде ряда Тейлора, сгруппировать вместе члены ряда Тейлора {\displaystyle cx_{1}^{i_{1}}x_{2}^{i_{2}}\cdots x_{n}^{i_{n}}} с одинаковыми порядками однородности {\displaystyle k_{j}=i_{1}+i_{2}+\dots +i_{n}}, подставить результат в равенство {\displaystyle (*)} и использовать, что степенные функции {\displaystyle \lambda ^{k_{1}},\lambda ^{k_{2}},\dots } с разными показателями степени, в том числе и нецелочисленными, являются линейно независимыми.)
17. Функция  {\displaystyle f(x_{1},x_{2},...,x_{n})=x_{1}^{q}\cdot h(x_{2}/x_{1},x_{3}/x_{1},...,x_{n}/x_{1})} , где  {\displaystyle h(t_{2},t_{3},...,t_{n})} — функция  {\displaystyle (n-1)}  переменных, является однородной функцией с порядком однородности  {\displaystyle q.}  Функция  {\displaystyle f(x_{1},x_{2},...,x_{n})=|x|^{q}\cdot h(x_{2}/x_{1},x_{3}/x_{1},...,x_{n}/x_{1}),}  где  {\displaystyle h(t_{2},t_{3},...,t_{n})} — функция  {\displaystyle (n-1)}  переменных, является абсолютно-однородной функцией с порядком однородности  {\displaystyle q.}
18. Соотношение Эйлера: для дифференцируемых однородных функций скалярное произведение их градиента на вектор своих переменных пропорционально самой функции с коэффициентом, равным порядку однородности:  {\displaystyle \mathbf {v} \cdot \nabla f(\mathbf {v} )=qf(\mathbf {v} )}  или, в эквивалентной записи,  {\displaystyle \sum x_{k}f'_{x_{k}}=qf.}  Получается при дифференцировании равенства {\displaystyle (*)} по  {\displaystyle \lambda }  при  {\displaystyle \lambda =1.}
19. Если  {\displaystyle f(x_{1},x_{2},...,x_{n})} — дифференцируемая однородная функция c порядком однородности  {\displaystyle q} , то её первые частные производные по каждой из независимых переменных {\displaystyle f'_{x_{k}}(x_{1},x_{2},...,x_{n})} — это однородные функции c порядком однородности  {\displaystyle q-1}.  Для доказательства достаточно продифференцировать по  {\displaystyle x_{k}}  правую и левую части тождества  {\displaystyle f(\lambda x_{1},\lambda x_{2},\ldots ,\lambda x_{n})=\lambda ^{q}f(x_{1},x_{2},\ldots ,x_{n})}  и получить тождество  {\displaystyle f'_{x_{k}}(\lambda x_{1},\lambda x_{2},\ldots ,\lambda x_{n})=\lambda ^{q-1}f'_{x_{k}}(x_{1},x_{2},\ldots ,x_{n}).}
20. Если  {\displaystyle f(x_{1},x_{2},...,x_{n})} — однородная функция c порядком однородности  {\displaystyle q} , то её интеграл (при условии существования такого интеграла) по любой независимой переменной начиная от нуля {\displaystyle F(x_{1},x_{2},...,x_{n})=\int _{0}^{x_{1}}f(t,x_{2},...,x_{n})dt}  — это однородные функции c порядком однородности  {\displaystyle q+1.} Доказательство: {\displaystyle F(\lambda x_{1},\lambda x_{2},...,\lambda x_{n})=}{\displaystyle \int _{0}^{\lambda x_{1}}f(t,\lambda x_{2},...,\lambda x_{n})dt=}{\displaystyle \lambda \int _{0}^{x_{1}}f(\lambda t',\lambda x_{2},...,\lambda x_{n})dt'=}{\displaystyle \lambda ^{q+1}\int _{0}^{x_{1}}f(t',x_{2},...,x_{n})dt'=}{\displaystyle \lambda ^{q+1}F(x_{1},x_{2},...,x_{n})} (здесь сделана замена переменной интегрирования {\displaystyle t=\lambda t'}).
21. Если  {\displaystyle f(x_{1},x_{2},...,x_{n})} — однородная функция c порядком однородности  {\displaystyle q} , то её дробная производная (дифферинтеграл) порядка {\displaystyle \alpha }, вычисляемая как {\displaystyle G(x_{1},x_{2},...,x_{n})={\frac {1}{\Gamma (n-\alpha )}}{\frac {d^{n}}{dx_{1}^{n}}}\int _{0}^{x_{1}}(x_{1}-t)^{n-\alpha -1}f(t,x_{2},...,x_{n})\,dt} по любой независимой переменной начиная от нуля (при условии существования соответствующего интеграла, для чего требуется выбирать {\displaystyle n>\alpha }) — это однородные функции c порядком однородности  {\displaystyle q-\alpha .} Рассмотрим функцию {\displaystyle H(x_{1},x_{2},...,x_{n})=\int _{0}^{x_{1}}(x_{1}-t)^{n-\alpha -1}f(t,x_{2},...,x_{n})\,dt} . Тогда {\displaystyle H(\lambda x_{1},\lambda x_{2},...,\lambda x_{n})=}{\displaystyle \int _{0}^{\lambda x_{1}}(\lambda x_{1}-t)^{n-\alpha -1}f(t,\lambda x_{2},...,\lambda x_{n})\,dt=}{\displaystyle \lambda \int _{0}^{x_{1}}(\lambda x_{1}-\lambda t')^{n-\alpha -1}f(\lambda t',\lambda x_{2},...,\lambda x_{n})\,dt'=}{\displaystyle \lambda ^{q+n-\alpha }\int _{0}^{x_{1}}(x_{1}-t')^{n-\alpha -1}f(t',x_{2},...,x_{n})dt'=}{\displaystyle \lambda ^{q+n-\alpha }H(x_{1},x_{2},...,x_{n})} (здесь сделана замена переменной интегрирования {\displaystyle t=\lambda t'}). После {\displaystyle n}-кратного дифференцирования по переменной {\displaystyle x_{1}} однородная функция {\displaystyle H(x_{1},x_{2},...,x_{n})} порядка {\displaystyle q+n-\alpha } становится однородной функцией  c порядком однородности  {\displaystyle q-\alpha } .
22. Если  {\displaystyle f(x_{1},x_{2},...,x_{n})} — однородная функция c порядком однородности  {\displaystyle q} , то её  {\displaystyle n}-мерная свёртка с обобщённым Абелевым ядром, вычисляемая как {\displaystyle H(x_{1},x_{2},...,x_{n})=\int _{0}^{x_{1}}\dots \int _{0}^{x_{n}}(x_{1}^{k_{1}}-t_{1}^{k_{1}})^{\left(\mu _{1}-1\right)/k_{1}}\dots (x_{n}^{k_{n}}-t_{n}^{k_{n}})^{\left(\mu _{n}-1\right)/k_{n}}f(t_{1},...,t_{n})\,dt_{1}\dots dt_{n}} (при условии существования соответствующего интеграла) — это однородная функция c порядком однородности  {\displaystyle q+\mu _{1}+\dots +\mu _{n}} . Доказательство: {\displaystyle H(\lambda x_{1},\lambda x_{2},...,\lambda x_{n})=}{\displaystyle \int _{0}^{\lambda x_{1}}\dots \int _{0}^{\lambda x_{n}}(\lambda ^{k_{1}}x_{1}^{k_{1}}-t_{1}^{k_{1}})^{\left(\mu _{1}-1\right)/k_{1}}\dots (\lambda ^{k_{n}}x_{n}^{k_{n}}-t_{n}^{k_{n}})^{\left(\mu _{n}-1\right)/k_{n}}f(t_{1},...,t_{n})\,dt_{1}\dots dt_{n}=}{\displaystyle \lambda ^{n}\int _{0}^{x_{1}}\dots \int _{0}^{x_{n}}(\lambda ^{k_{1}}x_{1}^{k_{1}}-\lambda ^{k_{1}}t_{1}'^{k_{1}})^{\left(\mu _{1}-1\right)/k_{1}}\dots (\lambda ^{k_{n}}x_{n}^{k_{n}}-\lambda ^{k_{n}}t_{n}'^{k_{n}})^{\left(\mu _{n}-1\right)/k_{n}}f(\lambda t_{1}',...,\lambda t_{n}')\,dt_{1}'\dots dt_{n}'=}{\displaystyle \lambda ^{q+\mu _{1}+\dots +\mu _{n}}\int _{0}^{x_{1}}\dots \int _{0}^{x_{n}}(x_{1}^{k_{1}}-t_{1}'^{k_{1}})^{\left(\mu _{1}-1\right)/k_{1}}\dots (x_{n}^{k_{n}}-t_{n}'^{k_{n}})^{\left(\mu _{n}-1\right)/k_{n}}f(t_{1}',...,t_{n}')\,dt_{1}'\dots dt_{n}'=}{\displaystyle \lambda ^{q+\mu _{1}+\dots +\mu _{n}}H(x_{1},x_{2},...,x_{n})} , где сделана замена переменных интегрирования {\displaystyle t_{k}=\lambda t_{k}'} .  (Примечание: возможно выполнение свёртки только по части переменных.)

Теорема. Любая однородная функция с порядком однородности {\displaystyle q} может быть представлена в форме
     {\displaystyle f(x_{1},x_{2},...,x_{n})=x_{1}^{q}\cdot h(x_{2}/x_{1},x_{3}/x_{1},...,x_{n}/x_{1}),} 
где  {\displaystyle h(t_{2},t_{3},...,t_{n})} — некоторая функция  {\displaystyle (n-1)}  переменных. Любая абсолютно-однородная функция с порядком однородности  {\displaystyle q}  может быть представлена как
  {\displaystyle f(x_{1},x_{2},...,x_{n})=|x|^{q}\cdot h(x_{2}/x_{1},x_{3}/x_{1},...,x_{n}/x_{1}),} 
где  {\displaystyle h(t_{2},t_{3},...,t_{n})} — некоторая функция  {\displaystyle (n-1)}  переменных.
Возьмём однородную функцию {\displaystyle g(x_{1},x_{2},...,x_{n})} нулевой степени. Тогда при выборе  {\displaystyle \lambda =1/x_{1}} получим частный вариант требуемого соотношения:
{\displaystyle g(x_{1},x_{2},...,x_{n})=g(\lambda x_{1},\lambda x_{2},...,\lambda x_{n})=g(1,x_{2}/x_{1},...,x_{n}/x_{1})=h(x_{2}/x_{1},...,x_{n}/x_{1}).}
Для однородной функции {\displaystyle f(x_{1},x_{2},...,x_{n})} степени {\displaystyle q\neq 0,} функция {\displaystyle g(x_{1},x_{2},...,x_{n})=f(x_{1},x_{2},...,x_{n})/x_{1}^{q}} окажется однородной функцией нулевой степени. Поэтому {\displaystyle g(x_{1},...,x_{n})=h(x_{2}/x_{1},...,x_{n}/x_{1})} и {\displaystyle f(x_{1},...,x_{n})=x_{1}^{q}\cdot h(x_{2}/x_{1},...,x_{n}/x_{1}).}
Следствие. Любая однородная функция степени {\displaystyle q} (абсолютно-однородная функция степени {\displaystyle q}) может быть представлена в форме
     {\displaystyle f(x_{1},x_{2},...,x_{n})=\phi (x_{1},x_{2},...,x_{n})\cdot h(\phi _{1}(x_{1},x_{2},...,x_{n}),\phi _{2}(x_{1},x_{2},...,x_{n}),...,\phi _{n-1}(x_{1},x_{2},...,x_{n})),} 
где  {\displaystyle h(t_{1},t_{2},...,t_{n-1})} — некоторая подходящая функция  {\displaystyle (n-1)}  переменных, {\displaystyle \phi (x_{1},x_{2},...,x_{n})} — фиксированная однородная функция степени {\displaystyle q} (фиксированная абсолютно-однородная функция степени {\displaystyle q}), а {\displaystyle \phi _{1}(x_{1},x_{2},...,x_{n}),} {\displaystyle \phi _{2}(x_{1},x_{2},...,x_{n}))}, ..., {\displaystyle \phi _{n-1}(x_{1},x_{2},...,x_{n}))} — фиксированные функционально-независимые однородные функции нулевой степени. При фиксированном выборе функций {\displaystyle \phi ,\phi _{1},\phi _{2},...,\phi _{n-1}} это представление задаёт взаимно-однозначное соответствие между однородными функциями {\displaystyle f(x_{1},x_{2},...,x_{n})} степени {\displaystyle q} от {\displaystyle n} переменных и функциями {\displaystyle h(t_{1},t_{2},...,t_{n-1})}  от {\displaystyle (n-1)} переменных.

Теорема Эйлера для однородных функций. Для того, чтобы дифференцируемая функция  {\displaystyle f(x_{1},x_{2},...,x_{n})}  была однородной функцией с порядком однородности  {\displaystyle q,}  необходимо и достаточно выполнение соотношения Эйлера
 {\displaystyle \sum x_{k}f'_{x_{k}}(x_{1},x_{2},...,x_{n})=qf(x_{1},x_{2},...,x_{n}).} 
Необходимость получается из дифференцирования равенства {\displaystyle (*)} при  {\displaystyle \lambda =1.}  Для доказательства достаточности возьмём функцию  {\displaystyle \varphi (\lambda )=\lambda ^{-q}f(\lambda x_{1},\lambda x_{2},...,\lambda x_{n})}  при «замороженных»  {\displaystyle x_{1},x_{2},...,x_{n}.}  Продифференцируем её по  {\displaystyle \lambda :} 
 {\displaystyle \varphi '(\lambda )=-q\lambda ^{-q-1}f(\lambda x_{1},\lambda x_{2},...,\lambda x_{n})+\lambda ^{-q}\sum f'_{x_{k}}(\lambda x_{1},\lambda x_{2},...,\lambda x_{n})x_{k}.} 
В силу условия  {\displaystyle \sum (\lambda x_{k})\cdot f'_{x_{k}}(\lambda x_{1},\lambda x_{2},...,\lambda x_{n})=qf(\lambda x_{1},\lambda x_{2},...,\lambda x_{n})}  получаем  {\displaystyle \varphi '(\lambda )=0}  и  {\displaystyle \varphi (\lambda )=c=const.}  Константу  {\displaystyle c}  определяем из условия  {\displaystyle \varphi (1)=f(x_{1},x_{2},...,x_{n}).}  В результате  {\displaystyle \lambda ^{q}\varphi (\lambda )=f(\lambda x_{1},\lambda x_{2},...,\lambda x_{n})=\lambda ^{q}f(x_{1},x_{2},...,x_{n}).} 
Следствие. Если функция дифференцируема и в каждой точке пространства соотношение однородности {\displaystyle (*)} справедливо в некотором интервале значений  {\displaystyle \lambda \in \left[\lambda _{0}-\varepsilon ,\lambda _{0}+\varepsilon \right]\subset \left[0,\infty \right),}  то оно справедливо для всех  {\displaystyle \lambda >0.} 
Продифференцируем соотношение {\displaystyle (*)} по  {\displaystyle \lambda }  в точке  {\displaystyle \lambda =\lambda _{0}:} 
 {\displaystyle \sum x_{k}f'_{x_{k}}(\lambda _{0}x_{1},\lambda _{0}x_{2},...,\lambda _{0}x_{n})=q\lambda _{0}^{q-1}f(x_{1},x_{2},...,x_{n})={\frac {q}{\lambda _{0}}}f(\lambda _{0}x_{1},\lambda _{0}x_{2},...,\lambda _{0}x_{n}).} 
Это значит, что в точке  {\displaystyle y_{k}=\lambda _{0}x_{k}}  выполнено соотношение Эйлера, причём в силу произвольности точки  {\displaystyle (x_{1},x_{2},...,x_{n})}  точка  {\displaystyle (y_{1},y_{2},...,y_{n})}  тоже произвольна. Повторив приведённое выше доказательство теоремы Эйлера об однородной функции, мы получим, что в точке  {\displaystyle (y_{1},y_{2},...,y_{n})}  выполнено соотношение однородности, причём для произвольного  {\displaystyle \lambda >0.}  Точку  {\displaystyle (x_{1},x_{2},...,x_{n})}  можно выбрать так, чтобы точка  {\displaystyle (y_{1},y_{2},...,y_{n})}  совпала с любой наперед заданной точкой пространства. Следовательно, в каждой точке пространства соотношение {\displaystyle (*)} выполняется при любом  {\displaystyle \lambda >0.} 

## Лямбда-однородные функции
Пусть задан вектор  {\displaystyle \mathbf {\lambda } =(\lambda _{1},\lambda _{2},...,\lambda _{n}).}  Функция {\displaystyle n} переменных  {\displaystyle f(x_{1},x_{2},...,x_{n})}  называется {\displaystyle \lambda }-однородной c порядком однородности  {\displaystyle q} , если при любых  {\displaystyle t>0}  и любых  {\displaystyle \mathbf {x} =(x_{1},x_{2},...,x_{n})\in {\mathbb {R} }^{n}}  справедливо тождество
{\displaystyle f(t^{\lambda _{1}}x_{1},t^{\lambda _{2}}x_{2},...,t^{\lambda _{n}}x_{n})=t^{q}f(x_{1},x_{2},...,x_{n}).}

При  {\displaystyle \lambda _{k}=1}  {\displaystyle \lambda }-однородные функции переходят в обычные однородные функции. Иногда вместо порядка однородности  {\displaystyle q}  вводят степень однородности  {\displaystyle m},  определяемую из соотношения
{\displaystyle f(t^{\lambda _{1}}x_{1},t^{\lambda _{2}}x_{2},...,t^{\lambda _{n}}x_{n})=t^{m{\frac {|\mathbf {\lambda } |}{n}}}f(x_{1},x_{2},...,x_{n}),}
где  {\displaystyle |\mathbf {\lambda } |=\sum |\lambda _{k}|.}  Для обычных однородных функций порядок однородности  {\displaystyle q}  и степень однородности  {\displaystyle m}  совпадают.

Если частные производные  {\displaystyle f'_{x_{k}}(x_{1},x_{2},...,x_{n})}  непрерывны в {\displaystyle \mathbb {R} ^{n}}, то для {\displaystyle \lambda }-однородных функций справедливо соотношение, обобщающее соотношение Эйлера и получающееся при дифференцировании тождества для  {\displaystyle \lambda }-однородности в точке  {\displaystyle t=1}:
{\displaystyle \sum \lambda _{x}x_{k}f'_{x_{k}}(x_{1},x_{2},...,x_{n})=qf(x_{1},x_{2},...,x_{n}).}
Как и в случае обычных однородных функций, это соотношение является необходимым и достаточным, чтобы функция  {\displaystyle f(x_{1},x_{2},...,x_{n})}  была {\displaystyle \lambda }-однородной функцией с вектором  {\displaystyle (\lambda _{1},\lambda _{2},...,\lambda _{n})}  и порядком однородности  {\displaystyle q.}  Для доказательства достаточности надо рассмотреть функцию  {\displaystyle \varphi (t)=t^{-q}f(t^{\lambda _{1}}x_{1},t^{\lambda _{2}}x_{2},...,t^{\lambda _{n}}x_{n})}  и убедиться, что при выполнении указанного дифференциального соотношения её производная равна нулю, то есть что эта функция константа и что  {\displaystyle \varphi (t)\equiv \varphi (1).}

Если  {\displaystyle f(x_{1},x_{2},...,x_{n})} — {\displaystyle \lambda }-однородная функция с вектором  {\displaystyle \mathbf {\lambda } =(\lambda _{1},\lambda _{2},...,\lambda _{n})}  и порядком однородности  {\displaystyle q},  то она же является {\displaystyle \lambda }-однородной функцией с вектором {\displaystyle \mathbf {\lambda } =(\alpha \lambda _{1},\alpha \lambda _{2},...,\alpha \lambda _{n})}  и порядком однородности  {\displaystyle \alpha q}  (следует из подстановки в тождество для {\displaystyle \lambda }-однородности нового параметра  {\displaystyle t'\to t^{\alpha }}). В силу этого при рассмотрении {\displaystyle \lambda }-однородных функций достаточно ограничиваться случаем  {\displaystyle \sum |\lambda _{k}|=const.}  В частности, нормировка  {\displaystyle \sum |\lambda _{k}|}  может выбираться таким образом, чтобы порядок однородности  {\displaystyle q}  был равен заранее фиксированному значению. Кроме того, без ограничения общности можно считать, что  {\displaystyle \lambda _{k}\neq 0.} 

При замене переменных  {\displaystyle x_{k}=y_{k}^{\lambda _{k}}}  {\displaystyle \lambda }-однородная функция  {\displaystyle f(x_{1},x_{2},...,x_{n})}  с вектором  {\displaystyle \mathbf {\lambda } =(\lambda _{1},\lambda _{2},...,\lambda _{n})}  и порядком однородности  {\displaystyle q}  переходит в обычную однородную функцию  {\displaystyle g(y_{1},y_{2},...,y_{n})}  с порядком однородности  {\displaystyle q}.  Отсюда следует, что общее представление для {\displaystyle \lambda }-однородных функций с вектором  {\displaystyle \mathbf {\lambda } =(\lambda _{1},\lambda _{2},...,\lambda _{n})}  и порядком однородности  {\displaystyle q}  имеет вид:
{\displaystyle f(x_{1},x_{2},...,x_{n})=x_{1}^{q/\lambda _{1}}\cdot h(x_{2}^{1/\lambda _{2}}/x_{1}^{1/\lambda _{1}},x_{3}^{1/\lambda _{3}}/x_{1}^{1/\lambda _{1}},\ldots ,x_{n}^{1/\lambda _{n}}/x_{1}^{1/\lambda _{1}}),}
где {\displaystyle h(t_{2},t_{3},...,t_{n})} — некоторая функция {\displaystyle (n-1)} переменных.
Источник: Я. С. Бугров, С. М. Никольский, Высшая математика: учебник для вузов (в 3 т.), Т.2: Дифференциальное и интегральное исчисление (http://www.sernam.ru/lect_math2.php Архивная копия от 1 октября 2012 на Wayback Machine), раздел 8.8.4.

## Оператор Эйлера
Дифференциальный оператор
{\displaystyle x_{1}{\frac {\partial f}{\partial x_{1}}}+x_{2}{\frac {\partial f}{\partial x_{2}}}+\ldots +x_{n}{\frac {\partial f}{\partial x_{n}}}}
иногда называют оператором Эйлера, по аналогии с тождеством Эйлера для однородных функций. Из теоремы Эйлера для однородных функций, приведённой выше, следует, что собственными функциями этого оператора являются однородные функции и только они, причём собственным значением для такой функции является её порядок однородности.
Соответственно, функциями, обращающими оператор Эйлера в константу, являются логарифмы однородных функций и только они. Функциями, обращающими оператор Эйлера в ноль, являются однородные функции нулевого порядка и только они (логарифм однородной функции нулевого порядка сам является однородной функцией нулевого порядка).
Аналогичным образом для дифференциального оператора
{\displaystyle \lambda _{1}x_{1}{\frac {\partial f}{\partial x_{1}}}+\lambda _{2}x_{2}{\frac {\partial f}{\partial x_{2}}}+\ldots +\lambda _{n}x_{n}{\frac {\partial f}{\partial x_{n}}}}
собственными функциями являются {\displaystyle \lambda }-однородные функции с вектором  {\displaystyle (\lambda _{1},\lambda _{2},\ldots ,\lambda _{n})}  и только они, причём собственным значением является порядок однородности {\displaystyle \lambda }-однородной функции. В константу же этот дифференциальный оператор обращают логарифмы {\displaystyle \lambda }-однородных функций с вектором  {\displaystyle (\lambda _{1},\lambda _{2},\ldots ,\lambda _{n})}, и никакие другие функции.
Дальнейшим обобщением оператора Эйлера служит дифференциальный оператор
{\displaystyle \lambda _{1}x_{1}^{\mu _{1}}{\frac {\partial f}{\partial x_{1}}}+\lambda _{2}x_{2}^{\mu _{2}}{\frac {\partial f}{\partial x_{2}}}+\ldots +\lambda _{n}x_{n}^{\mu _{n}}{\frac {\partial f}{\partial x_{n}}},}
который сводится к оператору Эйлера {\displaystyle y_{1}{\frac {\partial f}{\partial y_{1}}}+y_{2}{\frac {\partial f}{\partial y_{2}}}+\ldots +y_{n}{\frac {\partial f}{\partial y_{n}}}} заменой
{\displaystyle y_{k}=\exp \left({\frac {x^{1-\mu _{k}}}{\lambda _{k}\left(1-\mu _{k}\right)}}\right)} при {\displaystyle \mu _{k}\neq 1;} {\displaystyle y_{k}=x^{1/\lambda _{k}}} при {\displaystyle \mu _{k}=1.}
Также к оператору Эйлера с помощью замены {\displaystyle y_{k}=\exp \left(\int _{a_{k}}^{x}{\frac {dt}{h_{k}(t)}}\right)} сводятся все дифференциальные операторы вида {\displaystyle h_{1}(x_{1}){\frac {\partial f}{\partial x_{1}}}+h_{2}(x_{2}){\frac {\partial f}{\partial x_{2}}}+\ldots +h_{n}(x_{n}){\frac {\partial f}{\partial x_{n}}}.}
Источник: Chi Woo, Igor Khavkine, Euler’s theorem on homogeneous functions Архивная копия от 2 августа 2012 на Wayback Machine (PlanetMath.org)

## Ограниченно однородные функции
Функция  {\displaystyle f(x_{1},x_{2},\ldots ,x_{n}):\mathbb {R} ^{n}\to \mathbb {R} }  называется ограниченно однородной с показателем однородности  {\displaystyle q}  относительно множества положительных вещественных чисел  {\displaystyle \Lambda }  (называемого множеством однородности), если для всех  {\displaystyle {\vec {x}}\in \mathbb {R} ^{n}}  и для всех  {\displaystyle \lambda \in \Lambda }  справедливо тождество
{\displaystyle f(\lambda {\vec {x}})=\lambda ^{q}f({\vec {x}}).}
Множество однородности  {\displaystyle \Lambda }  всегда содержит в себе единицу. Множество однородности  {\displaystyle \Lambda }  не может включать в себя сколь угодно малый непрерывный отрезок  {\displaystyle \lambda \in \left[\lambda _{0}-\varepsilon ,\lambda _{0}+\varepsilon \right]} — в противном случае ограниченно однородная функция оказывается обычной однородной функцией (см. далее раздел «Некоторые функциональные уравнения, связанные с однородными функциями»). Поэтому интерес представляют те ограниченно однородные функции, у которых  {\displaystyle \Lambda \neq \{1\}}  и у которых множество однородности  {\displaystyle \Lambda }  сугубо дискретно.
Пример 1. Функция  {\displaystyle f(x)=x^{q}\sin(\log |x|)}  является ограниченно однородной с показателем однородности  {\displaystyle q}  относительно множества  {\displaystyle \Lambda =\{e^{2\pi m}\},}  где  {\displaystyle m} — целые числа.
Пример 2. Функция  {\displaystyle f(x,y,z)=(x^{2}+2y^{2}+3z^{2})^{q/2}\cos(\log {\sqrt {x^{2}-xy+y^{2}}})}  является ограниченно однородной с показателем однородности  {\displaystyle q}  относительно множества  {\displaystyle \Lambda =\{e^{2\pi k}\},}  где  {\displaystyle k} — целые числа.
Теорема. Чтобы функция  {\displaystyle f(x_{1},x_{2},...,x_{n}),}  определённая при  {\displaystyle x_{1}>0,}  была ограниченно однородной с порядком однородности  {\displaystyle q,}  необходимо и достаточно, чтобы она имела вид
 {\displaystyle f(x_{1},x_{2},...,x_{n})=x_{1}^{q}\cdot H(\log x_{1},x_{2}/x_{1},x_{3}/x_{1},\ldots ,x_{n}/x_{1}),} 
где  {\displaystyle H(y,t_{2},t_{3},\ldots ,t_{n})} — функция, периодическая по переменной  {\displaystyle y}  с по крайней мере одним периодом, не зависящим от  {\displaystyle t_{2},t_{3},\ldots ,t_{n}.}  В таком случае множество однородности  {\displaystyle \Lambda }  состоит из чисел  {\displaystyle \{e^{Y_{k}}\},}  где  {\displaystyle Y_{k}} — периоды функции  {\displaystyle H(y,t_{2},t_{3},\ldots ,t_{n}),}  не зависящие от  {\displaystyle t_{2},t_{3},\ldots ,t_{n}.} 
Доказательство. Достаточность проверяется непосредственно, надо доказать необходимость. Сделаем замену переменных
 {\displaystyle x_{1},x_{2},...,x_{n}\to x_{1},t_{2},...,t_{n},}  где  {\displaystyle t_{k}=x_{k}/x_{1},} 
так что  {\displaystyle f(x_{1},x_{2},...,x_{n})=g(x_{1},t_{2},...,t_{n}).}  Если теперь рассмотреть функцию  {\displaystyle h(x_{1},t_{2},...,t_{n})=g(x_{1},t_{2},...,t_{n})/x_{1}^{q},}  то из условия однородности получаем для всех допустимых  {\displaystyle x_{1}}  равенство
 {\displaystyle h(\lambda x_{1},t_{2},...,t_{n})=h(x_{1},t_{2},t_{3},...,t_{n}),} 
которое будет справедливым, когда  {\displaystyle \lambda \in \Lambda .}  Если только множество  {\displaystyle \Lambda }  не состоит из одной лишь единицы, то после замены  {\displaystyle x_{1}=\exp(y)}  функция
 {\displaystyle H(y,t_{2},...,t_{n})=H(\log x_{1},t_{2},...,t_{n})=h(x_{1},t_{2},...,t_{n})} 
оказывается периодической по переменной  {\displaystyle y}  с ненулевым периодом  {\displaystyle \log \lambda }  для любого выбранного фиксированным образом  {\displaystyle \lambda \in \Lambda ,}  поскольку из приведённого выше равенства следует соотношение
 {\displaystyle H(\log x_{1}+\log \lambda ,t_{2},...,t_{n})=H(\log x_{1},t_{2},...,t_{n}).} 
Очевидно, что выбранное фиксированное значение {\displaystyle \log \lambda }  будет периодом функции  {\displaystyle H(y,t_{2},...,t_{n})}  сразу при всех  {\displaystyle t_{2},...,t_{n}.} 
Следствия:
1. Если имеется наименьший положительный период  {\displaystyle Y>0,}  не зависящий от  {\displaystyle t_{2},t_{3},\ldots ,t_{n},}  то множество однородности  {\displaystyle \Lambda }  имеет вид  {\displaystyle \{e^{mY}\},}  где  {\displaystyle m=0,\pm 1,\pm 2,\dots } — произвольные целые числа. (Если  {\displaystyle Y} — наименьший положительный период функции  {\displaystyle H(y,...),}  то и все  {\displaystyle Y_{m}=mY} — её периоды, поэтому числа  {\displaystyle \{e^{mY}\}}  будут входить в множество однородности. Если же найдётся такое значение однородности  {\displaystyle \lambda _{*}=e^{Y_{*}},}  что  {\displaystyle e^{mY}<e^{Y_{*}}<e^{(m+1)Y},}  то  {\displaystyle Y_{*}-mY}  окажется положительным периодом, не зависящим от  {\displaystyle t_{2},...,t_{n},}  который будет меньше, чем  {\displaystyle Y.} )
2. Если функция  {\displaystyle H(y,\ldots )} — это константа по переменной  {\displaystyle y,}  то у неё нет наименьшего положительного периода (любое положительное число является её периодом). В этом случае  {\displaystyle H(y,\ldots )}  не зависит от переменной  {\displaystyle y,}  и функция 
     {\displaystyle f(x_{1},x_{2},...,x_{n})=x_{1}^{q}\cdot H(x_{2}/x_{1},x_{3}/x_{1},\ldots ,x_{n}/x_{1})}  
— это обычная положительно однородная функция (по меньшей мере). Множество однородности  {\displaystyle \Lambda }  в этом случае — вся положительная полуось  {\displaystyle \lambda >0}  (по меньшей мере).
3. Возможны экзотические случаи, когда у периодической функции  {\displaystyle H(y,...)}  не имеется наименьшего положительного периода, но при этом она и не является константой. Например, у функции Дирихле, равной 1 в рациональных точках и равной 0 в иррациональных точках, периодом является любое рациональное число. В таком случае множество однородности  {\displaystyle \Lambda }  может иметь достаточно сложную структуру. Однако если при каждом наборе значений  {\displaystyle t_{2},t_{3},\ldots ,t_{n}}  у периодической функции  {\displaystyle H(y,...)}  есть предел по переменной  {\displaystyle y}  хотя бы в одной точке, эта функция либо имеет наименьший положительный период (а все остальные периоды — кратные наименьшего положительного периода), либо является константой по переменной  {\displaystyle y.}
4. Ограниченно однородные функции, определённые при  {\displaystyle x<0,}  имеют вид 
     {\displaystyle f(x_{1},x_{2},...,x_{n})=(-x_{1})^{q}\cdot H(\log(-x_{1}),x_{2}/x_{1},x_{3}/x_{1},\ldots ,x_{n}/x_{1})}  
 с надлежащим образом выбранной функцией  {\displaystyle H(y,t_{2},t_{3},\ldots ,t_{n}),}  периодической по переменной  {\displaystyle y.}
5. Ограниченно однородные функции, определённые на всей числовой оси за вычетом точки  {\displaystyle x=0,}  имеют вид 
     {\displaystyle f(x_{1},x_{2},...,x_{n})=|x_{1}|^{q}\cdot H_{\pm }(\log |x_{1}|,x_{2}/x_{1},x_{3}/x_{1},\ldots ,x_{n}/x_{1}),}  
с надлежащим образом выбранной функцией  {\displaystyle H_{\pm }(y,t_{2},t_{3},\ldots ,t_{n}),}  периодической по переменной  {\displaystyle y}  (где обозначение  {\displaystyle H_{\pm }(\ldots )}  подчёркивает, что для интервала значений  {\displaystyle x_{1}>0}  и для интервала значений  {\displaystyle x_{1}<0}  выбираются, вообще говоря, разные периодические функции {\displaystyle H(y)}, каждая с областью определения {\displaystyle y\in (-\infty ,+\infty )}, но обязательно имеющие при этом один и тот же период).
6. Формула  {\displaystyle f(x_{1},...,x_{n})=x_{1}^{q}\cdot H(\log |x_{1}|,x_{2}/x_{1},\ldots ,x_{n}/x_{1}),}  является универсальной, но не отражает равноправность всех переменных. Можно представить функцию  {\displaystyle H(y,t_{2},\dots ,t_{n}\ldots )}  как  {\displaystyle G\left(w\cdot y+\log W(t_{2},\dots ,t_{n}),t_{2},\dots ,t_{n}\right),}  где период функции  {\displaystyle G\left(t,t_{2},\dots ,t_{n}\right)}  равен  {\displaystyle 2\pi ,}  нормировочный множитель  {\displaystyle w}  не зависит от  {\displaystyle t_{2},\dots ,t_{n},}  а функция  {\displaystyle W(t_{2},\dots ,t_{n})}  выбрана фиксированной. При такой записи ограниченно однородные функции приобретают вид 
     {\displaystyle f(x_{1},...,x_{n})=F(\log Q(x_{1},\ldots ,x_{n}),x_{1},\ldots ,x_{n}),}  
 где  {\displaystyle F(y,x_{1},x_{2},\ldots ,x_{n})} — однородная функция с показателем однородности  {\displaystyle q}  по переменным  {\displaystyle x_{1},x_{2},\ldots ,x_{n}}  и периодическая с периодом  {\displaystyle 2\pi }  по переменной  {\displaystyle y,}   {\displaystyle Q(x_{1},x_{2},\ldots ,x_{n}),} — фиксированная однородная функция с показателем однородности  {\displaystyle w}  по переменным  {\displaystyle x_{1},x_{2},\ldots ,x_{n},}  а множество однородности имеет вид  {\displaystyle \Lambda =\{e^{2\pi m/w}\},}  где  {\displaystyle m=0,\pm 1,\pm 2,\dots } — произвольные целые числа.
7. Разлагая периодическую функцию  {\displaystyle F(y,x_{1},\ldots ,x_{n})}  из предыдущего пункта в ряд Фурье, можно получить выражение 
     {\displaystyle A_{0}(x_{1},\ldots ,x_{n})+\sum A_{k}(x_{1},\ldots ,x_{n})\cos k\log Q(x_{1},\ldots ,x_{n})+B_{k}(x_{1},\ldots ,x_{n})\sin k\log Q(x_{1},\ldots ,x_{n}),}  
 где  {\displaystyle A_{k}(x_{1},\ldots ,x_{n})}  и  {\displaystyle B_{k}(x_{1},\ldots ,x_{n})} — произвольные однородные функции с показателем однородности  {\displaystyle q,}   {\displaystyle Q(x_{1},\ldots ,x_{n})} — произвольным образом фиксированная однородная функция с показателем однородности  {\displaystyle w,}  а множество однородности  {\displaystyle \Lambda =\{e^{mY}\},}  записано как  {\displaystyle \Lambda =\{e^{2\pi m/w}\},}  где  {\displaystyle m} — целые числа. Эта формула является самым общим способом записи для кусочно-непрерывных ограниченно однородных функций с порядком однородности  {\displaystyle q}  и множеством однородности  {\displaystyle \Lambda =\{e^{2\pi m/w}\}.}  В частности, замена фиксированной функции  {\displaystyle Q(x_{1},\ldots ,x_{n})}  на набор произвольных однородных функций  {\displaystyle Q_{k}(x_{1},\ldots ,x_{n})}  не прибавит данной формуле общности, но лишь разнообразит форму представления для одной и той же ограниченно однородной функции.

Библиография: Konrad Schlude, Bemerkung zu beschränkt homogenen Funktionen. — Elemente der Mathematik 54 (1999).
Источник информации: J.Pahikkala. Boundedly homogeneous function Архивная копия от 23 августа 2012 на Wayback Machine (PlanetMath.org).

## Присоединённые однородные функции
[раздел пока не написан]
Источник: И. М. Гельфанд, З. Я. Шапиро. Однородные функции и их приложения. Успехи математических наук, т. 10 (1955) вып. 3, стр. 3—70.

## Взаимно однородные функции
[раздел пока не написан]
Источник: И. М. Гельфанд, З. Я. Шапиро. Однородные функции и их приложения. Успехи математических наук, т. 10 (1955) вып. 3, стр. 3—70.

## Некоторые функциональные уравнения, связанные с однородными функциями
1. Пусть
 {\displaystyle f\left(\lambda x_{1},\lambda x_{2},\dots ,\lambda x_{n}\right)=C\left(\lambda \right)f\left(x_{1},x_{2},\dots ,x_{n}\right)} 
при некоторой функции  {\displaystyle C\left(\lambda \right)}  на интервале  {\displaystyle \lambda \in \left[\lambda _{0}-\varepsilon ,\lambda _{0}+\varepsilon \right].}  Какова должна быть функция  {\displaystyle f\left(x_{1},x_{2},\dots ,x_{n}\right)?} 
Решение. Продифференцируем обе стороны этого соотношения по  {\displaystyle \lambda .}  Получим
 {\displaystyle x_{1}{\frac {\partial f(\lambda x_{1},\dots ,\lambda x_{n})}{\partial (\lambda x_{1})}}+x_{2}{\frac {\partial f(\lambda x_{1},\dots ,\lambda x_{n})}{\partial (\lambda x_{2})}}+\dots +x_{n}{\frac {\partial f(\lambda x_{1},\dots ,\lambda x_{n})}{\partial (\lambda x_{n})}}={\frac {\partial C\left(\lambda \right)}{\partial \lambda }}f(x_{1},\dots ,x_{n}).} 
Продифференцируем обе стороны этого же соотношения по  {\displaystyle x_{k},}  получим соотношения
 {\displaystyle \lambda {\frac {\partial f(\lambda x_{1},\dots ,\lambda x_{n})}{\partial (\lambda x_{k})}}=C\left(\lambda \right){\frac {\partial f(x_{1},\dots ,x_{n})}{\partial x_{k}}}.} 
Отсюда
 {\displaystyle {\frac {1}{f(x_{1},\dots ,x_{n})}}\left(x_{1}{\frac {\partial f(x_{1},\dots ,x_{n})}{\partial x_{1}}}+\dots +x_{n}{\frac {\partial f(x_{1},\dots ,x_{n})}{\partial x_{n}}}\right)={\frac {\lambda }{C\left(\lambda \right)}}{\frac {\partial C\left(\lambda \right)}{\partial \lambda }}.} 
Правая часть зависит только от  {\displaystyle \lambda ,}  левая часть зависит только от  {\displaystyle x_{1},x_{2},\dots ,x_{n}}  Значит, они обе равны одной и той же константе, которую обозначим через  {\displaystyle q.}  Из условия  {\displaystyle {\frac {\lambda }{C\left(\lambda \right)}}{\frac {\partial C\left(\lambda \right)}{\partial \lambda }}=q}  и условия  {\displaystyle C\left(1\right)=1}  следует, что  {\displaystyle C\left(\lambda \right)=\lambda ^{q}.}  Следовательно,  {\displaystyle f\left(x_{1},x_{2},\dots ,x_{n}\right)} — однородная функция с параметром однородности {\displaystyle q.}  Вырожденные случаи {\displaystyle C\left(\lambda \right)\equiv 0}  и {\displaystyle f\left(x_{1},x_{2},\dots ,x_{n}\right)\equiv 0}  рассматриваются отдельно и интереса не представляют.
Примечание. Не обязательно использовать условие  {\displaystyle C\left(1\right)=1,}  вообще говоря, изначально не заданное, а также принудительно рассматривать функцию  {\displaystyle C\left(\lambda \right)}  за пределами интервала  {\displaystyle \lambda \in \left[\lambda _{0}-\varepsilon ,\lambda _{0}+\varepsilon \right].} . Из равенства
 {\displaystyle {\frac {1}{f}}\left(x_{1}{\frac {\partial f}{\partial x_{1}}}+x_{2}{\frac {\partial f}{\partial x_{2}}}+\dots +x_{n}{\frac {\partial f}{\partial x_{n}}}\right)=q} 
согласно теореме Эйлера об однородных функциях также следует, что  {\displaystyle f\left(x_{1},x_{2},\dots ,x_{n}\right)} — однородная функция с параметром однородности {\displaystyle q.}  Отсюда, в частности, следует, что если соотношение однородности справедливо для некоторого интервала  {\displaystyle \lambda \in \left[\lambda _{0}-\varepsilon ,\lambda _{0}+\varepsilon \right],}  то оно справедливо при всех  {\displaystyle \lambda >0.} 

2. Пусть
 {\displaystyle f\left(\lambda x_{1},\lambda x_{2},\dots ,\lambda x_{n}\right)=Cf\left(x_{1},x_{2},\dots ,x_{n}\right)} 
при некоторых фиксированных значениях  {\displaystyle C\neq 0,}   {\displaystyle \lambda \neq 1}  и произвольных  {\displaystyle x_{1},x_{2},\dots ,x_{n}.}  Какова должна быть функция  {\displaystyle f\left(x_{1},x_{2},\dots ,x_{n}\right)?} 
Решение. Если  {\displaystyle x_{1}=0,}  то задача сводится к функциональному уравнению меньшей размерности
 {\displaystyle f\left(0,\lambda x_{2},\dots ,\lambda x_{n}\right)=Cf\left(0,x_{2},\dots ,x_{n}\right),} 
пока не сведётся к случаю  {\displaystyle f\left(0,0,\dots ,0\right)=Cf\left(0,0,\dots ,0\right)}  с очевидным ответом {\displaystyle f\left(0,0,\dots ,0\right)=0.}  Поэтому далее можно рассматривать только случай  {\displaystyle x_{1}\neq 0.} 
Сделаем замену переменных  {\displaystyle x_{1}=y,}   {\displaystyle x_{2}=t_{2}\cdot y,}   {\displaystyle x_{3}=t_{3}\cdot y,}   {\displaystyle x_{n}=t_{n}\cdot y.}  Тогда  {\displaystyle f(x_{1},x_{2},\dots ,x_{n})\to F(y,t_{2},\dots ,t_{n})}  и функциональное уравнение принимает вид
 {\displaystyle F\left(\lambda y,t_{2},\dots ,t_{n}\right)=CF\left(y,t_{2},\dots ,t_{n}\right).} 
Следует отдельно рассматривать случаи  {\displaystyle C>0}  и  {\displaystyle C<0,}   {\displaystyle \lambda >0}  и  {\displaystyle \lambda <0,}   {\displaystyle y>0}  и  {\displaystyle y<0.}  Пусть  {\displaystyle C>0,}   {\displaystyle \lambda >0}  и  {\displaystyle y>0.}  Тогда после логарифмирования обеих частей равенства и замены  {\displaystyle \log y\to t,}   {\displaystyle \log F(y,\dots )\to \Phi (t,\dots )}  получаем условие
 {\displaystyle \Phi \left(t+\log \lambda ,\dots \right)=\log C+\Phi \left(t,\dots \right),} 
откуда следует, что  {\displaystyle \Phi \left(t,\dots \right)}  имеет вид  {\displaystyle \Omega \left(t,\dots \right)+{\frac {\log C}{\log \lambda }}t,}  где  {\displaystyle \Omega \left(t,\dots \right)} — функция, периодическая по переменной  {\displaystyle t}  с периодом  {\displaystyle \log \lambda .}  Обратное очевидно: функция
 {\displaystyle f\left(x_{1},x_{2},\dots ,x_{n}\right)=\Omega \left(\log x_{1},{\frac {x_{2}}{x_{1}}},\dots {\frac {x_{n}}{x_{1}}}\right)\exp \left({\frac {\log C\cdot \log x_{1}}{\log \lambda }}\right),} 
где  {\displaystyle \Omega \left(t,\dots \right)} — функция, периодическая по переменной  {\displaystyle t}  с периодом  {\displaystyle \log \lambda ,}  удовлетворяет требуемому функциональному соотношению для  {\displaystyle x_{1}>0.} 
Для полуоси  {\displaystyle x_{1}<0}  используется замена  {\displaystyle \log(-y)\to t}  и после аналогичных рассуждений получаем окончательный ответ:
а) если  {\displaystyle x_{1}>0}  то  {\displaystyle f\left(x_{1},x_{2},\dots ,x_{n}\right)=\Omega _{+}\left(\log(+x_{1}),x_{2}/x_{1},\dots x_{n}/x_{1}\right)\exp \left({\frac {\log C\cdot \log(+x_{1})}{\log \lambda }}\right),} 
б) если  {\displaystyle x_{1}<0}  то  {\displaystyle f\left(x_{1},x_{2},\dots ,x_{n}\right)=\Omega _{-}\left(\log(-x_{1}),x_{2}/x_{1},\dots x_{n}/x_{1}\right)\exp \left({\frac {\log C\cdot \log(-x_{1})}{\log \lambda }}\right),} 
или, в сокращённой форме
 {\displaystyle f\left(x_{1},x_{2},\dots ,x_{n}\right)=\Omega _{\pm }\left(\log |x_{1}|,{\frac {x_{2}}{x_{1}}},\dots {\frac {x_{n}}{x_{1}}}\right)\exp \left({\frac {\log C\cdot \log |x_{1}|}{\log \lambda }}\right),} 
где обозначение  {\displaystyle \Omega _{\pm }\left(\log |x_{1}|,\dots \right)}  подчёркивает, что при  {\displaystyle x_{1}>0}  и при  {\displaystyle x_{1}<0} это, вообще говоря, две разные периодические функции  {\displaystyle \Omega _{+}\left(t,\dots \right)} и  {\displaystyle \Omega _{-}\left(t,\dots \right)}, каждая с областью определения  {\displaystyle t\in (-\infty ,+\infty )} и разными значениями для этой области, но при этом с одинаковым периодом. 
Случай  {\displaystyle C<0,}   {\displaystyle \lambda >0}  упрощается тем, что из цепочки соотношений
 {\displaystyle F\left(\lambda ^{2}y,t_{2},\dots ,t_{n}\right)=CF\left(\lambda y,t_{2},\dots ,t_{n}\right)=C^{2}F\left(y,t_{2},\dots ,t_{n}\right)} 
следует уже рассмотренный нами случай. Поэтому функция  {\displaystyle f\left(x_{1},x_{2},\dots ,x_{n}\right)}  может быть записана как
 {\displaystyle f\left(x_{1},x_{2},\dots ,x_{n}\right)=\Omega _{\pm }\left(\log |x_{1}|,{\frac {x_{2}}{x_{1}}},\dots {\frac {x_{n}}{x_{1}}}\right)\exp \left({\frac {\log |C|\cdot \log |x_{1}|}{\log \lambda }}\right),} 
где  {\displaystyle \Omega _{\pm }\left(t,\dots \right)} — некоторая функция, периодическая по переменной  {\displaystyle t}  с периодом  {\displaystyle 2\log \lambda .}  Подстановка этого выражения в исходное уравнение показывает, что  {\displaystyle \Omega _{\pm }\left(t,\dots \right)} — не просто периодическая функция с периодом  {\displaystyle 2\log \lambda ,}  но анти-периодическая с периодом  {\displaystyle \log \lambda :} 
 {\displaystyle \Omega _{\pm }\left(t+\log \lambda ,\dots \right)=-\Omega _{\pm }\left(t,\dots \right)} 
(очевидным образом анти-периодичность с периодом  {\displaystyle \log \lambda }  влечёт за собой периодичность с периодом  {\displaystyle 2\log \lambda }). Обратное очевидно: указанная формула с анти-периодической функцией  {\displaystyle \Omega _{\pm }\left(t,\dots \right)}  удовлетворяет требуемому функциональному уравнению.
Случай  {\displaystyle \lambda <0}  имеет дополнительную особенность, что полуоси  {\displaystyle y<0}  и  {\displaystyle y>0}  влияют друг на друга. Рассмотрим случай {\displaystyle y>0.}  Тогда из цепочки соотношений
 {\displaystyle F\left(\lambda ^{2}y,t_{2},\dots ,t_{n}\right)=CF\left(\lambda y,t_{2},\dots ,t_{n}\right)=C^{2}F\left(y,t_{2},\dots ,t_{n}\right)} 
следует, что при  {\displaystyle x_{1}>0}  функция  {\displaystyle f\left(x_{1},x_{2},\dots ,x_{n}\right)}  должна иметь вид
 {\displaystyle f\left(x_{1},x_{2},\dots ,x_{n}\right)=\Omega \left(\log |x_{1}|,{\frac {x_{2}}{x_{1}}},\dots {\frac {x_{n}}{x_{1}}}\right)\exp \left({\frac {\log |C|\cdot \log |x_{1}|}{\log |\lambda |}}\right),} 
где  {\displaystyle \Omega \left(t,\dots \right)} — функция, периодическая по переменной  {\displaystyle t}  с периодом  {\displaystyle 2\log |\lambda |}  и областью определения  {\displaystyle t\in (-\infty ,+\infty ).}  Поскольку  {\displaystyle \lambda <0,}  то каждой положительной точке  {\displaystyle x_{1}>0}  взаимно-однозначно соответствует отрицательная точка  {\displaystyle \lambda x_{1}<0}  со значением функции, равным  {\displaystyle Cf\left(x_{1},x_{2},\dots ,x_{n}\right).} . В результате с учётом периодичности функции  {\displaystyle \Omega \left(t,\dots \right)}  функция  {\displaystyle f\left(x_{1},x_{2},\dots ,x_{n}\right)}  вычисляется как
а) при  {\displaystyle x_{1}>0:}   {\displaystyle f(x_{1},x_{2},\dots ,x_{n})=\Omega \left(\log |x_{1}|,{\frac {x_{2}}{x_{1}}},\dots {\frac {x_{n}}{x_{1}}}\right)\exp \left({\frac {\log |C|\cdot \log |x_{1}|}{\log |\lambda |}}\right),} 
б) при  {\displaystyle x_{1}<0:}   {\displaystyle f(x_{1},x_{2},\dots ,x_{n})=sign(C)\cdot \Omega \left(\log |x_{1}|+\log |\lambda |,{\frac {x_{2}}{x_{1}}},\dots {\frac {x_{n}}{x_{1}}}\right)\exp \left({\frac {\log |C|\cdot \log |x_{1}|}{\log |\lambda |}}\right),} 
где  {\displaystyle \Omega \left(t,\dots \right)} — функция, периодическая по переменной  {\displaystyle t}  с периодом  {\displaystyle 2\log |\lambda |.}  Как легко проверить, определённая подобным образом функция  {\displaystyle f(x_{1},x_{2},\dots ,x_{n})}  для случая  {\displaystyle \lambda <0}  действительно удовлетворяет нужному функциональному уравнению как при  {\displaystyle x_{1}>0,}  так и при  {\displaystyle x_{1}<0.} 
Примечание. Если некоторая функция удовлетворяет указанному функциональному уравнению при некоторых  {\displaystyle C_{0},\lambda _{0},}  то легко заметить, что она удовлетворяет этому же функциональному уравнению и при других наборах значений  {\displaystyle \left(C,\lambda \right).}  Так, для случая  {\displaystyle C_{0}>0,\lambda _{0}>0}  множеством таких пар будут  {\displaystyle \lambda _{k}=\lambda _{0}^{k/m},}   {\displaystyle C_{k}=C_{0}^{k/m}}  при любых ненулевых целочисленных значениях  {\displaystyle k=\pm 1,\pm 2,\dots ,}  где целое число  {\displaystyle m}  выбрано так, чтобы величина  {\displaystyle |\log \lambda _{0}|/m}  была наименьшим положительным периодом для функции  {\displaystyle \Omega _{\pm }\left(t,\dots \right).}  Введя обозначение  {\displaystyle q=\log C_{0}/\log \lambda _{0}}  так что  {\displaystyle C_{0}=\lambda _{0}^{q},}  получим условие  {\displaystyle C_{k}\equiv \left(\lambda _{k}\right)^{q},}  соответствующее ограниченно однородным функциям. Замена  {\displaystyle \exp \left({\frac {\log C\cdot \log x_{1}}{\log \lambda }}\right)\to x_{1}^{q}}  приводит представление ограниченно однородных функций к привычному виду.

3. Дополнительные функциональные уравнения имеются в разделах «Присоединённые однородные функции» и «Взаимно однородные функции» этой статьи.

## Однородные обобщённые функции
Обобщённые функции или распределения определяются как линейные непрерывные функционалы, заданные на пространстве «достаточно хороших» функций. В случае однородных обобщённых функций в качестве «достаточно хороших» функций удобно использовать пространство  {\displaystyle \mathbb {S} }  функций  {\displaystyle \varphi (x)=\varphi (x_{1},x_{2},\dots ,x_{n}),}  имеющих производные любого порядка и при  {\displaystyle \left|x\right|\to \infty }  убывающих быстрее любой степени  {\displaystyle {\frac {1}{\left|x\right|}}.}  При этом любой обычной функции {\displaystyle f(x)},  интегрируемой в любой конечной области, ставится в соответствие функционал
{\displaystyle T_{f}\left[\varphi \right]=\int _{-\infty }^{+\infty }f(x)\varphi (x)dx,}
определённый в пространстве  {\displaystyle \varphi \in \mathbb {S} }  и являющийся очевидным образом линейным и непрерывным. Обобщённые функции позволяют упростить рассмотрение многих вопросов анализа (так, всякая обобщённая функция имеет производные любого порядка, допускает преобразование Фурье и т. д.), а также узаконить такие экзотические объекты, как  {\displaystyle \delta }-функция и её производные.

Для обычных интегрируемых функций  {\displaystyle f(x_{1},\dots ,x_{n}),}  являющихся однородными с показателем однородности  {\displaystyle q,}  справедливо легко проверяемое тождество
{\displaystyle T_{f}\left[\varphi \left({\frac {x_{1}}{\lambda }},{\frac {x_{2}}{\lambda }},\dots ,{\frac {x_{n}}{\lambda }}\right)\right]=\lambda ^{q+n}T_{f}\left[\varphi \left(x_{1},x_{2},\dots ,x_{n}\right)\right].\qquad \qquad \qquad (**)}
Данное тождество принимается за определение обобщённой однородной функции: однородная обобщённая функция с показателем однородности  {\displaystyle q}  (вообще говоря, комплексным) есть линейный непрерывный функционал, определённый в пространстве  {\displaystyle \varphi \in \mathbb {S} }  и удовлетворяющий тождеству (**).

Похожим способом определяются присоединённые однородные обобщённые функции. Присоединённая однородная обобщённая функция  {\displaystyle T_{k}\left[\varphi \right]}  порядка  {\displaystyle k}  с показателем однородности  {\displaystyle q} — это линейный непрерывный функционал, для всякого  {\displaystyle \lambda >0}  удовлетворяющий соотношению
{\displaystyle T_{k}\left[\varphi \left({\frac {x_{1}}{\lambda }},{\frac {x_{2}}{\lambda }},\dots ,{\frac {x_{n}}{\lambda }}\right)\right]=\lambda ^{q+n}T_{k}\left[\varphi \left(x_{1},x_{2},\dots ,x_{n}\right)\right]+\lambda ^{q+n}\log \lambda \cdot T_{k-1}\left[\varphi \left(x_{1},x_{2},\dots ,x_{n}\right)\right],}
где  {\displaystyle T_{k-1}\left[\varphi \right]} — это некоторая присоединённая однородная обобщённая функция  {\displaystyle (k-1)} —го порядка с показателем однородности  {\displaystyle q.}  Присоединённая однородная обобщённая функция нулевого порядка  с показателем однородности  {\displaystyle q} — это обычная однородная обобщённая функция с показателем однородности  {\displaystyle q.} 

Пример. Обобщённая функция  {\displaystyle \delta (x_{1},x_{2},\dots ,x_{n})} — однородная обобщённая функция с показателем однородности  {\displaystyle (-n)}  поскольку  {\displaystyle \delta [\varphi ({x_{1}}/\lambda ,{x_{2}}/\lambda ,\dots ,{x_{n}}/\lambda )]=\varphi (0,0,\dots ,0)=\delta [\varphi (x_{1},x_{2},\dots ,x_{n})].} 

Исследование однородных обобщённых функций позволяет придать содержательный смысл интегралам с сингулярными особенностями, в обычном смысле не интегрируемыми. Например, рассмотрим обобщённую функцию  {\displaystyle T_{q}^{+}\left[\varphi \right]=\int _{0}^{+\infty }x^{q}\varphi (x)dx.}  Этот функционал определён при  {\displaystyle Re(q)>-1}  и, как легко проверить, является однородной обобщённой функцией с показателем однородности  {\displaystyle q.}  Величину  {\displaystyle T_{q}^{+}}  при фиксированном выборе пробной функции  {\displaystyle \varphi \left(x\right)}  можно рассматривать как функцию комплексного переменного  {\displaystyle q}  и, вообще говоря, аналитически продолжить её вне данного диапазона. А именно, правая и левая части равенства
 {\displaystyle \int _{0}^{+\infty }x^{q}\varphi (x)dx=\int _{1}^{+\infty }x^{q}\varphi (x)dx+\int _{0}^{1}x^{q}\left(\varphi (x)-\sum _{k=0,n}x^{k}{\frac {\varphi ^{(k)}(0)}{k!}}\right)dx+\sum _{k=0,n}{\frac {\varphi ^{(k)}(0)}{k!(q+k+1)}},} 
аналитичны по переменной  {\displaystyle q}  и тождественно равны друг другу при  {\displaystyle Re(q)>-1.}  Однако правая часть равенства имеет смысл и аналитична также и при  {\displaystyle Re(q)>-n.}  В силу этого правая часть равенства — это аналитическое продолжение левой части равенства для  {\displaystyle Re(q)>-n.}  Как результат, равенство
 {\displaystyle T_{q}^{+}[\varphi (x)]=\int _{1}^{+\infty }x^{q}\varphi (x)dx+\int _{0}^{1}x^{q}\left(\varphi (x)-\sum _{k=0,n}x^{k}{\frac {\varphi ^{(k)}(0)}{k!}}\right)dx+\sum _{k=0,n}{\frac {\varphi ^{(k)}(0)}{k!(q+k+1)}},} 
задаёт линейный непрерывный функционал, являющийся расширением определённого ранее функционала  {\displaystyle T_{q}^{+}}  вплоть до значений  {\displaystyle Re(q)>-n.}  Формулы для  {\displaystyle Re(q)>-n}  и для  {\displaystyle Re(q)>-m}  дают один и тот же результат при одинаковых значениях  {\displaystyle q,}  при которых они обе имеют смысл: это определение непротиворечиво. Обобщённая функция  {\displaystyle T_{q}^{+},}  определённая теперь для всех  {\displaystyle q,} , по-прежнему является однородной обобщённой функцией, поскольку соотношение однородности сохраняется при аналитическом продолжении.
С помощью  {\displaystyle T_{q}^{+}\left[\varphi \right]}  определятся регуляризированные значения интеграла  {\displaystyle \int _{0}^{+\infty }x^{q}\varphi (x)dx,}  имеющие смысл при любых комплексных  {\displaystyle q.}  Исключениями являются целочисленные значения  {\displaystyle q=-1,-2,\dots ,-n,\dots ,}  где регуляризированный интеграл является сингулярным: функционал  {\displaystyle T_{q}^{+}\left[\varphi \right]}  как функция переменной  {\displaystyle q}  в точке  {\displaystyle q=-n}  имеет простой полюс с вычетом  {\displaystyle \varphi ^{(n-1)}(0)/(n-1)!.} 
По той же схеме может быть аналитически продолжена для  {\displaystyle Re(q)\leq -1}  присоединённая однородная функция  {\displaystyle T_{p,q}^{+}\left[\varphi \right]=\int _{0}^{+\infty }x^{q}\log ^{p}(x)\varphi (x)dx.}  С её помощью определяются регуляризированные значения для интегралов  {\displaystyle \int _{0}^{+\infty }x^{q}\log ^{p}(x)\varphi (x)dx,}  имеющие смысл при  {\displaystyle Re(q)\leq -1.} 

Аналогичным, но более сложным образом конструируются однородные обобщённые функции и присоединённые однородные обобщённые функции для случая  {\displaystyle n}  переменных. Подробности могут быть найдены в цитируемой здесь библиографии. Теория однородных обобщённых функций позволяет конструктивно осмыслить применительно к пространству обобщённых функций обычные функции, имеющие неинтегрируемые особенности — вычислять интегралы от таких функций, находить их преобразование Фурье и т. д.

Библиография: И. М. Гельфанд, З. Я. Шапиро. Однородные функции и их приложения. Успехи математических наук, т. 10 (1955) вып. 3, стр. 3—70.